# Hilara recedens
Hilara recedens är en tvåvingeart som beskrevs av Walker 1851. Hilara recedens ingår i släktet Hilara och familjen dansflugor. Inga underarter finns listade i Catalogue of Life.